# Poales
Ordre
Les Poales sont un vaste ordre de plantes monocotylédones, réintroduit par les systèmes de classification modernes tels que la classification phylogénétique APG III (2009), dans lesquels il est largement circonscrit par rapport aux systèmes de classification traditionnels (par exemple, cette circonscription est proche de celle des Commelinidae par Cronquist, 1981). L'ordre est actuellement constitué de 14 familles comptant plus de 18 000 espèces, parmi lesquelles la famille des Poaceae (graminées, céréales, bambous), qui est probablement la famille d'angiospermes la plus importante économiquement, et est également accompagnée d'autres telles que les Typhaceae (la famille des quenouilles), les Bromeliaceae (la famille des ananas et des œillets), les Cyperaceae (le papyrus est produit à partir de l'un d'eux) et les juncaceae (la famille des roseaux et des plantes apparentées).
Les poales sont des herbes, dont beaucoup ont une pollinisation anémophile (par le vent), souvent développé indépendamment au sein du clade, avec perte de nectaires septaux. Ils se caractérisent également par la présence de corps siliceux dans l'épiderme, par la perte des cristaux de raphides et par la présence de fleurs avec un périanthe clairement divisé en calice et corolle, aux styles bien développés et fortement ramifiés.

## Description
De nombreux caractères morphologiques et ADN soutiennent ce clade, des [[synap2omorphie]]s sont possibles : les vaisseaux également dans la tige et les feuilles, les corps siliceux (SiO2) dans l'épiderme, la perte de cristaux de raphides, des fleurs généralement petites, entourées de bractées et disposées en inflorescences (sauf chez trois espèces du genre Mayaca, qui possèdent des inflorescences réduites à une fleur), le périanthe constitué de calice + corolle, le micropyle bistomal, le style bien développé et fortement ramifié, les petits stigmates secs, le développement de l'endosperme nucléaire, le cotylédon unifacial (« hyperphyllaire ») et haustoriel, les graines contiennent généralement de l'amidon, et la perte du gène mitochondrial sdh3.
Certains gènes mitochondriaux de Poales présentent une évolution accélérée (Graham et al. 2006, G. Petersen et al. 2006b).

## Écologie
La pollinisation anémophile (vent), avec perte des nectaires septaux, s'est souvent développée indépendamment au sein des Poales et est caractéristique des Typhaceae, des Juncaceae, des Cyperaceae, des Restionaceae, et des Poaceae.

## Taxonomie

### Liste actuelle des familles
En classification phylogénétique APG IV (2016) la circonscription est la suivante :
ordre Poales
- famille Bromeliaceae
- famille Cyperaceae
- famille Ecdeiocoleaceae
- famille Eriocaulaceae
- famille Flagellariaceae
- famille Joinvilleaceae
- famille Juncaceae
- famille Mayacaceae
- famille Poaceae
- famille Rapateaceae
- famille Restionaceae (incluant Anarthriaceae et Centrolepidaceae)
- famille Thurniaceae
- famille Typhaceae
- famille Xyridaceae

### Anciennes listes
En classification phylogénétique APG III (2009) la circonscription est la suivante :
ordre Poales
- famille Anarthriaceae
- famille Bromeliaceae
- famille Centrolepidaceae
- famille Cyperaceae
- famille Ecdeiocoleaceae
- famille Eriocaulaceae
- famille Flagellariaceae
- famille Joinvilleaceae
- famille Juncaceae
- famille Mayacaceae
- famille Poaceae
- famille Rapateaceae
- famille Restionaceae
- famille Thurniaceae
- famille Typhaceae (incluant Sparganiaceae)
- famille Xyridaceae

En classification phylogénétique APG II (2003) la circonscription était la suivante :
ordre Poales
- famille Anarthriaceae
- famille Bromeliaceae
- famille Centrolepidaceae
- famille Cyperaceae
- famille Ecdeiocoleaceae
- famille Eriocaulaceae
- famille Flagellariaceae
- famille Hydatellaceae (désormais placée sous Nymphaeales)
- famille Joinvilleaceae
- famille Juncaceae (famille des joncs)
- famille Mayacaceae
- famille Poaceae (= Gramineae)
- famille Rapateaceae
- famille Restionaceae
- famille Sparganiaceae (famille du rubanier)
- famille Thurniaceae
- famille Typhaceae (famille de la massette)
- famille Xyridaceae

En classification phylogénétique APG (1998), la circonscription était légèrement différente :
ordre Poales (orthographié « commelinoïdes »)
- famille Anarthriaceae
- famille Centrolepidaceae
- famille Cyperaceae
- famille Ecdeiocoleaceae
- famille Eriocaulaceae
- famille Flagellariaceae
- famille Hydatellaceae
- famille Joinvilleaceae
- famille Juncaceae
- famille Poaceae (= Gramineae)
- famille Prioniaceae
- famille Rapateaceae
- famille Restionaceae
- famille Sparganiaceae
- famille Thurniaceae
- famille Typhaceae
- famille Xyridaceae

Le système Cronquist basé sur la morphologie n'incluait pas d'ordre nommé Poales, attribuant les familles aux ordres Bromeliales, Cyperales, Hydatellales, Juncales, Restionales et Typhales.
Dans les premiers systèmes, un ordre comprenant la famille des graminées ne portait pas le nom de Poales mais un nom botanique descriptif tel que Graminales dans la classification d'Engler (mise à jour de 1964) et dans le classification d'Hutchinson (en) (première édition, premier volume, 1926), Glumiflorae dans la classification de Wettstein (dernière révision 1935) ou Glumaceae dans la classification Bentham & Hooker (troisième volume, 1883).

### Évolution et phylogénie
Les premiers fossiles attribués aux Poales datent de la fin du Crétacé, il y a environ 66 millions d'années, bien que certaines études (par exemple Bremer, 2002) suggèrent que l'origine du groupe pourrait s'étendre à près de 115 millions d'années, probablement en Amérique du Sud. Les premiers fossiles connus comprennent le pollen et les fruits.
La position phylogénétique des Poales au sein des commelinidées était difficile à résoudre, mais une analyse utilisant l'ADN chloroplastique complet a trouvé un soutien pour les Poales en tant que groupe frère des Commelinales et des Zingiberales. Les principales lignées au sein des Poales ont été appelées clades broméliacées, cypéridés, xyrides, graminidés et restiidés. Une analyse phylogénétique a résolu la plupart des relations au sein de l'ordre mais a trouvé un faible support pour la monophylie du clade des cypéridés. La relation entre les Centrolepidaceae et les Restoniacées au sein du clade des restiidés reste floue ; le premier peut en fait être intégré au second,.
|  | Commelinales |
|  |              |
|  | Zingiberales |
|  |              |

|  | Bromeliaceae |
|  |              |
|  | Typhaceae    |
|  |              |

|  | Mayacaceae  |
|  |             |
|  | Rapateaceae |
|  |             |

|  | Thurniaceae                                              |
|  |                                                          |
|  | \| \| Cyperaceae \| \| \| \| \| \| Juncaceae \| \| \| \| |
|  |                                                          |
|  | Cyperaceae                                               |
|  |                                                          |
|  | Juncaceae                                                |
|  |                                                          |

|  | Cyperaceae |
|  |            |
|  | Juncaceae  |
|  |            |

|  | Mayacaceae  |
|  |             |
|  | Rapateaceae |
|  |             |

|  | Thurniaceae                                              |
|  |                                                          |
|  | \| \| Cyperaceae \| \| \| \| \| \| Juncaceae \| \| \| \| |
|  |                                                          |
|  | Cyperaceae                                               |
|  |                                                          |
|  | Juncaceae                                                |
|  |                                                          |

|  | Cyperaceae |
|  |            |
|  | Juncaceae  |
|  |            |

|  | Eriocaulaceae |
|  |               |
|  | Xyridaceae    |
|  |               |

|  | Poaceae                                                            |
|  |                                                                    |
|  | \| \| Ecdeiocoleaceae \| \| \| \| \| \| Joinvilleaceae \| \| \| \| |
|  |                                                                    |
|  | Ecdeiocoleaceae                                                    |
|  |                                                                    |
|  | Joinvilleaceae                                                     |
|  |                                                                    |

|  | Ecdeiocoleaceae |
|  |                 |
|  | Joinvilleaceae  |
|  |                 |

|  | Poaceae                                                            |
|  |                                                                    |
|  | \| \| Ecdeiocoleaceae \| \| \| \| \| \| Joinvilleaceae \| \| \| \| |
|  |                                                                    |
|  | Ecdeiocoleaceae                                                    |
|  |                                                                    |
|  | Joinvilleaceae                                                     |
|  |                                                                    |

|  | Ecdeiocoleaceae |
|  |                 |
|  | Joinvilleaceae  |
|  |                 |

|  | Anarthriaceae                                                     |
|  |                                                                   |
|  | \| \| Centrolepidaceae \| \| \| \| \| \| Restionaceae \| \| \| \| |
|  |                                                                   |
|  | Centrolepidaceae                                                  |
|  |                                                                   |
|  | Restionaceae                                                      |
|  |                                                                   |

|  | Centrolepidaceae |
|  |                  |
|  | Restionaceae     |
|  |                  |

|  | Poaceae                                                            |
|  |                                                                    |
|  | \| \| Ecdeiocoleaceae \| \| \| \| \| \| Joinvilleaceae \| \| \| \| |
|  |                                                                    |
|  | Ecdeiocoleaceae                                                    |
|  |                                                                    |
|  | Joinvilleaceae                                                     |
|  |                                                                    |

|  | Ecdeiocoleaceae |
|  |                 |
|  | Joinvilleaceae  |
|  |                 |

|  | Poaceae                                                            |
|  |                                                                    |
|  | \| \| Ecdeiocoleaceae \| \| \| \| \| \| Joinvilleaceae \| \| \| \| |
|  |                                                                    |
|  | Ecdeiocoleaceae                                                    |
|  |                                                                    |
|  | Joinvilleaceae                                                     |
|  |                                                                    |

|  | Ecdeiocoleaceae |
|  |                 |
|  | Joinvilleaceae  |
|  |                 |

|  | Anarthriaceae                                                     |
|  |                                                                   |
|  | \| \| Centrolepidaceae \| \| \| \| \| \| Restionaceae \| \| \| \| |
|  |                                                                   |
|  | Centrolepidaceae                                                  |
|  |                                                                   |
|  | Restionaceae                                                      |
|  |                                                                   |

|  | Centrolepidaceae |
|  |                  |
|  | Restionaceae     |
|  |                  |

|  | Eriocaulaceae |
|  |               |
|  | Xyridaceae    |
|  |               |

|  | Poaceae                                                            |
|  |                                                                    |
|  | \| \| Ecdeiocoleaceae \| \| \| \| \| \| Joinvilleaceae \| \| \| \| |
|  |                                                                    |
|  | Ecdeiocoleaceae                                                    |
|  |                                                                    |
|  | Joinvilleaceae                                                     |
|  |                                                                    |

|  | Ecdeiocoleaceae |
|  |                 |
|  | Joinvilleaceae  |
|  |                 |

|  | Poaceae                                                            |
|  |                                                                    |
|  | \| \| Ecdeiocoleaceae \| \| \| \| \| \| Joinvilleaceae \| \| \| \| |
|  |                                                                    |
|  | Ecdeiocoleaceae                                                    |
|  |                                                                    |
|  | Joinvilleaceae                                                     |
|  |                                                                    |

|  | Ecdeiocoleaceae |
|  |                 |
|  | Joinvilleaceae  |
|  |                 |

|  | Anarthriaceae                                                     |
|  |                                                                   |
|  | \| \| Centrolepidaceae \| \| \| \| \| \| Restionaceae \| \| \| \| |
|  |                                                                   |
|  | Centrolepidaceae                                                  |
|  |                                                                   |
|  | Restionaceae                                                      |
|  |                                                                   |

|  | Centrolepidaceae |
|  |                  |
|  | Restionaceae     |
|  |                  |

|  | Poaceae                                                            |
|  |                                                                    |
|  | \| \| Ecdeiocoleaceae \| \| \| \| \| \| Joinvilleaceae \| \| \| \| |
|  |                                                                    |
|  | Ecdeiocoleaceae                                                    |
|  |                                                                    |
|  | Joinvilleaceae                                                     |
|  |                                                                    |

|  | Ecdeiocoleaceae |
|  |                 |
|  | Joinvilleaceae  |
|  |                 |

|  | Poaceae                                                            |
|  |                                                                    |
|  | \| \| Ecdeiocoleaceae \| \| \| \| \| \| Joinvilleaceae \| \| \| \| |
|  |                                                                    |
|  | Ecdeiocoleaceae                                                    |
|  |                                                                    |
|  | Joinvilleaceae                                                     |
|  |                                                                    |

|  | Ecdeiocoleaceae |
|  |                 |
|  | Joinvilleaceae  |
|  |                 |

|  | Anarthriaceae                                                     |
|  |                                                                   |
|  | \| \| Centrolepidaceae \| \| \| \| \| \| Restionaceae \| \| \| \| |
|  |                                                                   |
|  | Centrolepidaceae                                                  |
|  |                                                                   |
|  | Restionaceae                                                      |
|  |                                                                   |

|  | Centrolepidaceae |
|  |                  |
|  | Restionaceae     |
|  |                  |

|  | Mayacaceae  |
|  |             |
|  | Rapateaceae |
|  |             |

|  | Thurniaceae                                              |
|  |                                                          |
|  | \| \| Cyperaceae \| \| \| \| \| \| Juncaceae \| \| \| \| |
|  |                                                          |
|  | Cyperaceae                                               |
|  |                                                          |
|  | Juncaceae                                                |
|  |                                                          |

|  | Cyperaceae |
|  |            |
|  | Juncaceae  |
|  |            |

|  | Mayacaceae  |
|  |             |
|  | Rapateaceae |
|  |             |

|  | Thurniaceae                                              |
|  |                                                          |
|  | \| \| Cyperaceae \| \| \| \| \| \| Juncaceae \| \| \| \| |
|  |                                                          |
|  | Cyperaceae                                               |
|  |                                                          |
|  | Juncaceae                                                |
|  |                                                          |

|  | Cyperaceae |
|  |            |
|  | Juncaceae  |
|  |            |

|  | Eriocaulaceae |
|  |               |
|  | Xyridaceae    |
|  |               |

|  | Poaceae                                                            |
|  |                                                                    |
|  | \| \| Ecdeiocoleaceae \| \| \| \| \| \| Joinvilleaceae \| \| \| \| |
|  |                                                                    |
|  | Ecdeiocoleaceae                                                    |
|  |                                                                    |
|  | Joinvilleaceae                                                     |
|  |                                                                    |

|  | Ecdeiocoleaceae |
|  |                 |
|  | Joinvilleaceae  |
|  |                 |

|  | Poaceae                                                            |
|  |                                                                    |
|  | \| \| Ecdeiocoleaceae \| \| \| \| \| \| Joinvilleaceae \| \| \| \| |
|  |                                                                    |
|  | Ecdeiocoleaceae                                                    |
|  |                                                                    |
|  | Joinvilleaceae                                                     |
|  |                                                                    |

|  | Ecdeiocoleaceae |
|  |                 |
|  | Joinvilleaceae  |
|  |                 |

|  | Anarthriaceae                                                     |
|  |                                                                   |
|  | \| \| Centrolepidaceae \| \| \| \| \| \| Restionaceae \| \| \| \| |
|  |                                                                   |
|  | Centrolepidaceae                                                  |
|  |                                                                   |
|  | Restionaceae                                                      |
|  |                                                                   |

|  | Centrolepidaceae |
|  |                  |
|  | Restionaceae     |
|  |                  |

|  | Poaceae                                                            |
|  |                                                                    |
|  | \| \| Ecdeiocoleaceae \| \| \| \| \| \| Joinvilleaceae \| \| \| \| |
|  |                                                                    |
|  | Ecdeiocoleaceae                                                    |
|  |                                                                    |
|  | Joinvilleaceae                                                     |
|  |                                                                    |

|  | Ecdeiocoleaceae |
|  |                 |
|  | Joinvilleaceae  |
|  |                 |

|  | Poaceae                                                            |
|  |                                                                    |
|  | \| \| Ecdeiocoleaceae \| \| \| \| \| \| Joinvilleaceae \| \| \| \| |
|  |                                                                    |
|  | Ecdeiocoleaceae                                                    |
|  |                                                                    |
|  | Joinvilleaceae                                                     |
|  |                                                                    |

|  | Ecdeiocoleaceae |
|  |                 |
|  | Joinvilleaceae  |
|  |                 |

|  | Anarthriaceae                                                     |
|  |                                                                   |
|  | \| \| Centrolepidaceae \| \| \| \| \| \| Restionaceae \| \| \| \| |
|  |                                                                   |
|  | Centrolepidaceae                                                  |
|  |                                                                   |
|  | Restionaceae                                                      |
|  |                                                                   |

|  | Centrolepidaceae |
|  |                  |
|  | Restionaceae     |
|  |                  |

|  | Eriocaulaceae |
|  |               |
|  | Xyridaceae    |
|  |               |

|  | Poaceae                                                            |
|  |                                                                    |
|  | \| \| Ecdeiocoleaceae \| \| \| \| \| \| Joinvilleaceae \| \| \| \| |
|  |                                                                    |
|  | Ecdeiocoleaceae                                                    |
|  |                                                                    |
|  | Joinvilleaceae                                                     |
|  |                                                                    |

|  | Ecdeiocoleaceae |
|  |                 |
|  | Joinvilleaceae  |
|  |                 |

|  | Poaceae                                                            |
|  |                                                                    |
|  | \| \| Ecdeiocoleaceae \| \| \| \| \| \| Joinvilleaceae \| \| \| \| |
|  |                                                                    |
|  | Ecdeiocoleaceae                                                    |
|  |                                                                    |
|  | Joinvilleaceae                                                     |
|  |                                                                    |

|  | Ecdeiocoleaceae |
|  |                 |
|  | Joinvilleaceae  |
|  |                 |

|  | Anarthriaceae                                                     |
|  |                                                                   |
|  | \| \| Centrolepidaceae \| \| \| \| \| \| Restionaceae \| \| \| \| |
|  |                                                                   |
|  | Centrolepidaceae                                                  |
|  |                                                                   |
|  | Restionaceae                                                      |
|  |                                                                   |

|  | Centrolepidaceae |
|  |                  |
|  | Restionaceae     |
|  |                  |

|  | Poaceae                                                            |
|  |                                                                    |
|  | \| \| Ecdeiocoleaceae \| \| \| \| \| \| Joinvilleaceae \| \| \| \| |
|  |                                                                    |
|  | Ecdeiocoleaceae                                                    |
|  |                                                                    |
|  | Joinvilleaceae                                                     |
|  |                                                                    |

|  | Ecdeiocoleaceae |
|  |                 |
|  | Joinvilleaceae  |
|  |                 |

|  | Poaceae                                                            |
|  |                                                                    |
|  | \| \| Ecdeiocoleaceae \| \| \| \| \| \| Joinvilleaceae \| \| \| \| |
|  |                                                                    |
|  | Ecdeiocoleaceae                                                    |
|  |                                                                    |
|  | Joinvilleaceae                                                     |
|  |                                                                    |

|  | Ecdeiocoleaceae |
|  |                 |
|  | Joinvilleaceae  |
|  |                 |

|  | Anarthriaceae                                                     |
|  |                                                                   |
|  | \| \| Centrolepidaceae \| \| \| \| \| \| Restionaceae \| \| \| \| |
|  |                                                                   |
|  | Centrolepidaceae                                                  |
|  |                                                                   |
|  | Restionaceae                                                      |
|  |                                                                   |

|  | Centrolepidaceae |
|  |                  |
|  | Restionaceae     |
|  |                  |

|  | Mayacaceae  |
|  |             |
|  | Rapateaceae |
|  |             |

|  | Thurniaceae                                              |
|  |                                                          |
|  | \| \| Cyperaceae \| \| \| \| \| \| Juncaceae \| \| \| \| |
|  |                                                          |
|  | Cyperaceae                                               |
|  |                                                          |
|  | Juncaceae                                                |
|  |                                                          |

|  | Cyperaceae |
|  |            |
|  | Juncaceae  |
|  |            |

|  | Mayacaceae  |
|  |             |
|  | Rapateaceae |
|  |             |

|  | Thurniaceae                                              |
|  |                                                          |
|  | \| \| Cyperaceae \| \| \| \| \| \| Juncaceae \| \| \| \| |
|  |                                                          |
|  | Cyperaceae                                               |
|  |                                                          |
|  | Juncaceae                                                |
|  |                                                          |

|  | Cyperaceae |
|  |            |
|  | Juncaceae  |
|  |            |

|  | Eriocaulaceae |
|  |               |
|  | Xyridaceae    |
|  |               |

|  | Poaceae                                                            |
|  |                                                                    |
|  | \| \| Ecdeiocoleaceae \| \| \| \| \| \| Joinvilleaceae \| \| \| \| |
|  |                                                                    |
|  | Ecdeiocoleaceae                                                    |
|  |                                                                    |
|  | Joinvilleaceae                                                     |
|  |                                                                    |

|  | Ecdeiocoleaceae |
|  |                 |
|  | Joinvilleaceae  |
|  |                 |

|  | Poaceae                                                            |
|  |                                                                    |
|  | \| \| Ecdeiocoleaceae \| \| \| \| \| \| Joinvilleaceae \| \| \| \| |
|  |                                                                    |
|  | Ecdeiocoleaceae                                                    |
|  |                                                                    |
|  | Joinvilleaceae                                                     |
|  |                                                                    |

|  | Ecdeiocoleaceae |
|  |                 |
|  | Joinvilleaceae  |
|  |                 |

|  | Anarthriaceae                                                     |
|  |                                                                   |
|  | \| \| Centrolepidaceae \| \| \| \| \| \| Restionaceae \| \| \| \| |
|  |                                                                   |
|  | Centrolepidaceae                                                  |
|  |                                                                   |
|  | Restionaceae                                                      |
|  |                                                                   |

|  | Centrolepidaceae |
|  |                  |
|  | Restionaceae     |
|  |                  |

|  | Poaceae                                                            |
|  |                                                                    |
|  | \| \| Ecdeiocoleaceae \| \| \| \| \| \| Joinvilleaceae \| \| \| \| |
|  |                                                                    |
|  | Ecdeiocoleaceae                                                    |
|  |                                                                    |
|  | Joinvilleaceae                                                     |
|  |                                                                    |

|  | Ecdeiocoleaceae |
|  |                 |
|  | Joinvilleaceae  |
|  |                 |

|  | Poaceae                                                            |
|  |                                                                    |
|  | \| \| Ecdeiocoleaceae \| \| \| \| \| \| Joinvilleaceae \| \| \| \| |
|  |                                                                    |
|  | Ecdeiocoleaceae                                                    |
|  |                                                                    |
|  | Joinvilleaceae                                                     |
|  |                                                                    |

|  | Ecdeiocoleaceae |
|  |                 |
|  | Joinvilleaceae  |
|  |                 |

|  | Anarthriaceae                                                     |
|  |                                                                   |
|  | \| \| Centrolepidaceae \| \| \| \| \| \| Restionaceae \| \| \| \| |
|  |                                                                   |
|  | Centrolepidaceae                                                  |
|  |                                                                   |
|  | Restionaceae                                                      |
|  |                                                                   |

|  | Centrolepidaceae |
|  |                  |
|  | Restionaceae     |
|  |                  |

|  | Eriocaulaceae |
|  |               |
|  | Xyridaceae    |
|  |               |

|  | Poaceae                                                            |
|  |                                                                    |
|  | \| \| Ecdeiocoleaceae \| \| \| \| \| \| Joinvilleaceae \| \| \| \| |
|  |                                                                    |
|  | Ecdeiocoleaceae                                                    |
|  |                                                                    |
|  | Joinvilleaceae                                                     |
|  |                                                                    |

|  | Ecdeiocoleaceae |
|  |                 |
|  | Joinvilleaceae  |
|  |                 |

|  | Poaceae                                                            |
|  |                                                                    |
|  | \| \| Ecdeiocoleaceae \| \| \| \| \| \| Joinvilleaceae \| \| \| \| |
|  |                                                                    |
|  | Ecdeiocoleaceae                                                    |
|  |                                                                    |
|  | Joinvilleaceae                                                     |
|  |                                                                    |

|  | Ecdeiocoleaceae |
|  |                 |
|  | Joinvilleaceae  |
|  |                 |

|  | Anarthriaceae                                                     |
|  |                                                                   |
|  | \| \| Centrolepidaceae \| \| \| \| \| \| Restionaceae \| \| \| \| |
|  |                                                                   |
|  | Centrolepidaceae                                                  |
|  |                                                                   |
|  | Restionaceae                                                      |
|  |                                                                   |

|  | Centrolepidaceae |
|  |                  |
|  | Restionaceae     |
|  |                  |

|  | Poaceae                                                            |
|  |                                                                    |
|  | \| \| Ecdeiocoleaceae \| \| \| \| \| \| Joinvilleaceae \| \| \| \| |
|  |                                                                    |
|  | Ecdeiocoleaceae                                                    |
|  |                                                                    |
|  | Joinvilleaceae                                                     |
|  |                                                                    |

|  | Ecdeiocoleaceae |
|  |                 |
|  | Joinvilleaceae  |
|  |                 |

|  | Poaceae                                                            |
|  |                                                                    |
|  | \| \| Ecdeiocoleaceae \| \| \| \| \| \| Joinvilleaceae \| \| \| \| |
|  |                                                                    |
|  | Ecdeiocoleaceae                                                    |
|  |                                                                    |
|  | Joinvilleaceae                                                     |
|  |                                                                    |

|  | Ecdeiocoleaceae |
|  |                 |
|  | Joinvilleaceae  |
|  |                 |

|  | Anarthriaceae                                                     |
|  |                                                                   |
|  | \| \| Centrolepidaceae \| \| \| \| \| \| Restionaceae \| \| \| \| |
|  |                                                                   |
|  | Centrolepidaceae                                                  |
|  |                                                                   |
|  | Restionaceae                                                      |
|  |                                                                   |

|  | Centrolepidaceae |
|  |                  |
|  | Restionaceae     |
|  |                  |

|  | Mayacaceae  |
|  |             |
|  | Rapateaceae |
|  |             |

|  | Thurniaceae                                              |
|  |                                                          |
|  | \| \| Cyperaceae \| \| \| \| \| \| Juncaceae \| \| \| \| |
|  |                                                          |
|  | Cyperaceae                                               |
|  |                                                          |
|  | Juncaceae                                                |
|  |                                                          |

|  | Cyperaceae |
|  |            |
|  | Juncaceae  |
|  |            |

|  | Mayacaceae  |
|  |             |
|  | Rapateaceae |
|  |             |

|  | Thurniaceae                                              |
|  |                                                          |
|  | \| \| Cyperaceae \| \| \| \| \| \| Juncaceae \| \| \| \| |
|  |                                                          |
|  | Cyperaceae                                               |
|  |                                                          |
|  | Juncaceae                                                |
|  |                                                          |

|  | Cyperaceae |
|  |            |
|  | Juncaceae  |
|  |            |

|  | Eriocaulaceae |
|  |               |
|  | Xyridaceae    |
|  |               |

|  | Poaceae                                                            |
|  |                                                                    |
|  | \| \| Ecdeiocoleaceae \| \| \| \| \| \| Joinvilleaceae \| \| \| \| |
|  |                                                                    |
|  | Ecdeiocoleaceae                                                    |
|  |                                                                    |
|  | Joinvilleaceae                                                     |
|  |                                                                    |

|  | Ecdeiocoleaceae |
|  |                 |
|  | Joinvilleaceae  |
|  |                 |

|  | Poaceae                                                            |
|  |                                                                    |
|  | \| \| Ecdeiocoleaceae \| \| \| \| \| \| Joinvilleaceae \| \| \| \| |
|  |                                                                    |
|  | Ecdeiocoleaceae                                                    |
|  |                                                                    |
|  | Joinvilleaceae                                                     |
|  |                                                                    |

|  | Ecdeiocoleaceae |
|  |                 |
|  | Joinvilleaceae  |
|  |                 |

|  | Anarthriaceae                                                     |
|  |                                                                   |
|  | \| \| Centrolepidaceae \| \| \| \| \| \| Restionaceae \| \| \| \| |
|  |                                                                   |
|  | Centrolepidaceae                                                  |
|  |                                                                   |
|  | Restionaceae                                                      |
|  |                                                                   |

|  | Centrolepidaceae |
|  |                  |
|  | Restionaceae     |
|  |                  |

|  | Poaceae                                                            |
|  |                                                                    |
|  | \| \| Ecdeiocoleaceae \| \| \| \| \| \| Joinvilleaceae \| \| \| \| |
|  |                                                                    |
|  | Ecdeiocoleaceae                                                    |
|  |                                                                    |
|  | Joinvilleaceae                                                     |
|  |                                                                    |

|  | Ecdeiocoleaceae |
|  |                 |
|  | Joinvilleaceae  |
|  |                 |

|  | Poaceae                                                            |
|  |                                                                    |
|  | \| \| Ecdeiocoleaceae \| \| \| \| \| \| Joinvilleaceae \| \| \| \| |
|  |                                                                    |
|  | Ecdeiocoleaceae                                                    |
|  |                                                                    |
|  | Joinvilleaceae                                                     |
|  |                                                                    |

|  | Ecdeiocoleaceae |
|  |                 |
|  | Joinvilleaceae  |
|  |                 |

|  | Anarthriaceae                                                     |
|  |                                                                   |
|  | \| \| Centrolepidaceae \| \| \| \| \| \| Restionaceae \| \| \| \| |
|  |                                                                   |
|  | Centrolepidaceae                                                  |
|  |                                                                   |
|  | Restionaceae                                                      |
|  |                                                                   |

|  | Centrolepidaceae |
|  |                  |
|  | Restionaceae     |
|  |                  |

|  | Eriocaulaceae |
|  |               |
|  | Xyridaceae    |
|  |               |

|  | Poaceae                                                            |
|  |                                                                    |
|  | \| \| Ecdeiocoleaceae \| \| \| \| \| \| Joinvilleaceae \| \| \| \| |
|  |                                                                    |
|  | Ecdeiocoleaceae                                                    |
|  |                                                                    |
|  | Joinvilleaceae                                                     |
|  |                                                                    |

|  | Ecdeiocoleaceae |
|  |                 |
|  | Joinvilleaceae  |
|  |                 |

|  | Poaceae                                                            |
|  |                                                                    |
|  | \| \| Ecdeiocoleaceae \| \| \| \| \| \| Joinvilleaceae \| \| \| \| |
|  |                                                                    |
|  | Ecdeiocoleaceae                                                    |
|  |                                                                    |
|  | Joinvilleaceae                                                     |
|  |                                                                    |

|  | Ecdeiocoleaceae |
|  |                 |
|  | Joinvilleaceae  |
|  |                 |

|  | Anarthriaceae                                                     |
|  |                                                                   |
|  | \| \| Centrolepidaceae \| \| \| \| \| \| Restionaceae \| \| \| \| |
|  |                                                                   |
|  | Centrolepidaceae                                                  |
|  |                                                                   |
|  | Restionaceae                                                      |
|  |                                                                   |

|  | Centrolepidaceae |
|  |                  |
|  | Restionaceae     |
|  |                  |

|  | Poaceae                                                            |
|  |                                                                    |
|  | \| \| Ecdeiocoleaceae \| \| \| \| \| \| Joinvilleaceae \| \| \| \| |
|  |                                                                    |
|  | Ecdeiocoleaceae                                                    |
|  |                                                                    |
|  | Joinvilleaceae                                                     |
|  |                                                                    |

|  | Ecdeiocoleaceae |
|  |                 |
|  | Joinvilleaceae  |
|  |                 |

|  | Poaceae                                                            |
|  |                                                                    |
|  | \| \| Ecdeiocoleaceae \| \| \| \| \| \| Joinvilleaceae \| \| \| \| |
|  |                                                                    |
|  | Ecdeiocoleaceae                                                    |
|  |                                                                    |
|  | Joinvilleaceae                                                     |
|  |                                                                    |

|  | Ecdeiocoleaceae |
|  |                 |
|  | Joinvilleaceae  |
|  |                 |

|  | Anarthriaceae                                                     |
|  |                                                                   |
|  | \| \| Centrolepidaceae \| \| \| \| \| \| Restionaceae \| \| \| \| |
|  |                                                                   |
|  | Centrolepidaceae                                                  |
|  |                                                                   |
|  | Restionaceae                                                      |
|  |                                                                   |

|  | Centrolepidaceae |
|  |                  |
|  | Restionaceae     |
|  |                  |

|  | Bromeliaceae |
|  |              |
|  | Typhaceae    |
|  |              |

|  | Mayacaceae  |
|  |             |
|  | Rapateaceae |
|  |             |

|  | Thurniaceae                                              |
|  |                                                          |
|  | \| \| Cyperaceae \| \| \| \| \| \| Juncaceae \| \| \| \| |
|  |                                                          |
|  | Cyperaceae                                               |
|  |                                                          |
|  | Juncaceae                                                |
|  |                                                          |

|  | Cyperaceae |
|  |            |
|  | Juncaceae  |
|  |            |

|  | Mayacaceae  |
|  |             |
|  | Rapateaceae |
|  |             |

|  | Thurniaceae                                              |
|  |                                                          |
|  | \| \| Cyperaceae \| \| \| \| \| \| Juncaceae \| \| \| \| |
|  |                                                          |
|  | Cyperaceae                                               |
|  |                                                          |
|  | Juncaceae                                                |
|  |                                                          |

|  | Cyperaceae |
|  |            |
|  | Juncaceae  |
|  |            |

|  | Eriocaulaceae |
|  |               |
|  | Xyridaceae    |
|  |               |

|  | Poaceae                                                            |
|  |                                                                    |
|  | \| \| Ecdeiocoleaceae \| \| \| \| \| \| Joinvilleaceae \| \| \| \| |
|  |                                                                    |
|  | Ecdeiocoleaceae                                                    |
|  |                                                                    |
|  | Joinvilleaceae                                                     |
|  |                                                                    |

|  | Ecdeiocoleaceae |
|  |                 |
|  | Joinvilleaceae  |
|  |                 |

|  | Poaceae                                                            |
|  |                                                                    |
|  | \| \| Ecdeiocoleaceae \| \| \| \| \| \| Joinvilleaceae \| \| \| \| |
|  |                                                                    |
|  | Ecdeiocoleaceae                                                    |
|  |                                                                    |
|  | Joinvilleaceae                                                     |
|  |                                                                    |

|  | Ecdeiocoleaceae |
|  |                 |
|  | Joinvilleaceae  |
|  |                 |

|  | Anarthriaceae                                                     |
|  |                                                                   |
|  | \| \| Centrolepidaceae \| \| \| \| \| \| Restionaceae \| \| \| \| |
|  |                                                                   |
|  | Centrolepidaceae                                                  |
|  |                                                                   |
|  | Restionaceae                                                      |
|  |                                                                   |

|  | Centrolepidaceae |
|  |                  |
|  | Restionaceae     |
|  |                  |

|  | Poaceae                                                            |
|  |                                                                    |
|  | \| \| Ecdeiocoleaceae \| \| \| \| \| \| Joinvilleaceae \| \| \| \| |
|  |                                                                    |
|  | Ecdeiocoleaceae                                                    |
|  |                                                                    |
|  | Joinvilleaceae                                                     |
|  |                                                                    |

|  | Ecdeiocoleaceae |
|  |                 |
|  | Joinvilleaceae  |
|  |                 |

|  | Poaceae                                                            |
|  |                                                                    |
|  | \| \| Ecdeiocoleaceae \| \| \| \| \| \| Joinvilleaceae \| \| \| \| |
|  |                                                                    |
|  | Ecdeiocoleaceae                                                    |
|  |                                                                    |
|  | Joinvilleaceae                                                     |
|  |                                                                    |

|  | Ecdeiocoleaceae |
|  |                 |
|  | Joinvilleaceae  |
|  |                 |

|  | Anarthriaceae                                                     |
|  |                                                                   |
|  | \| \| Centrolepidaceae \| \| \| \| \| \| Restionaceae \| \| \| \| |
|  |                                                                   |
|  | Centrolepidaceae                                                  |
|  |                                                                   |
|  | Restionaceae                                                      |
|  |                                                                   |

|  | Centrolepidaceae |
|  |                  |
|  | Restionaceae     |
|  |                  |

|  | Eriocaulaceae |
|  |               |
|  | Xyridaceae    |
|  |               |

|  | Poaceae                                                            |
|  |                                                                    |
|  | \| \| Ecdeiocoleaceae \| \| \| \| \| \| Joinvilleaceae \| \| \| \| |
|  |                                                                    |
|  | Ecdeiocoleaceae                                                    |
|  |                                                                    |
|  | Joinvilleaceae                                                     |
|  |                                                                    |

|  | Ecdeiocoleaceae |
|  |                 |
|  | Joinvilleaceae  |
|  |                 |

|  | Poaceae                                                            |
|  |                                                                    |
|  | \| \| Ecdeiocoleaceae \| \| \| \| \| \| Joinvilleaceae \| \| \| \| |
|  |                                                                    |
|  | Ecdeiocoleaceae                                                    |
|  |                                                                    |
|  | Joinvilleaceae                                                     |
|  |                                                                    |

|  | Ecdeiocoleaceae |
|  |                 |
|  | Joinvilleaceae  |
|  |                 |

|  | Anarthriaceae                                                     |
|  |                                                                   |
|  | \| \| Centrolepidaceae \| \| \| \| \| \| Restionaceae \| \| \| \| |
|  |                                                                   |
|  | Centrolepidaceae                                                  |
|  |                                                                   |
|  | Restionaceae                                                      |
|  |                                                                   |

|  | Centrolepidaceae |
|  |                  |
|  | Restionaceae     |
|  |                  |

|  | Poaceae                                                            |
|  |                                                                    |
|  | \| \| Ecdeiocoleaceae \| \| \| \| \| \| Joinvilleaceae \| \| \| \| |
|  |                                                                    |
|  | Ecdeiocoleaceae                                                    |
|  |                                                                    |
|  | Joinvilleaceae                                                     |
|  |                                                                    |

|  | Ecdeiocoleaceae |
|  |                 |
|  | Joinvilleaceae  |
|  |                 |

|  | Poaceae                                                            |
|  |                                                                    |
|  | \| \| Ecdeiocoleaceae \| \| \| \| \| \| Joinvilleaceae \| \| \| \| |
|  |                                                                    |
|  | Ecdeiocoleaceae                                                    |
|  |                                                                    |
|  | Joinvilleaceae                                                     |
|  |                                                                    |

|  | Ecdeiocoleaceae |
|  |                 |
|  | Joinvilleaceae  |
|  |                 |

|  | Anarthriaceae                                                     |
|  |                                                                   |
|  | \| \| Centrolepidaceae \| \| \| \| \| \| Restionaceae \| \| \| \| |
|  |                                                                   |
|  | Centrolepidaceae                                                  |
|  |                                                                   |
|  | Restionaceae                                                      |
|  |                                                                   |

|  | Centrolepidaceae |
|  |                  |
|  | Restionaceae     |
|  |                  |

|  | Mayacaceae  |
|  |             |
|  | Rapateaceae |
|  |             |

|  | Thurniaceae                                              |
|  |                                                          |
|  | \| \| Cyperaceae \| \| \| \| \| \| Juncaceae \| \| \| \| |
|  |                                                          |
|  | Cyperaceae                                               |
|  |                                                          |
|  | Juncaceae                                                |
|  |                                                          |

|  | Cyperaceae |
|  |            |
|  | Juncaceae  |
|  |            |

|  | Mayacaceae  |
|  |             |
|  | Rapateaceae |
|  |             |

|  | Thurniaceae                                              |
|  |                                                          |
|  | \| \| Cyperaceae \| \| \| \| \| \| Juncaceae \| \| \| \| |
|  |                                                          |
|  | Cyperaceae                                               |
|  |                                                          |
|  | Juncaceae                                                |
|  |                                                          |

|  | Cyperaceae |
|  |            |
|  | Juncaceae  |
|  |            |

|  | Eriocaulaceae |
|  |               |
|  | Xyridaceae    |
|  |               |

|  | Poaceae                                                            |
|  |                                                                    |
|  | \| \| Ecdeiocoleaceae \| \| \| \| \| \| Joinvilleaceae \| \| \| \| |
|  |                                                                    |
|  | Ecdeiocoleaceae                                                    |
|  |                                                                    |
|  | Joinvilleaceae                                                     |
|  |                                                                    |

|  | Ecdeiocoleaceae |
|  |                 |
|  | Joinvilleaceae  |
|  |                 |

|  | Poaceae                                                            |
|  |                                                                    |
|  | \| \| Ecdeiocoleaceae \| \| \| \| \| \| Joinvilleaceae \| \| \| \| |
|  |                                                                    |
|  | Ecdeiocoleaceae                                                    |
|  |                                                                    |
|  | Joinvilleaceae                                                     |
|  |                                                                    |

|  | Ecdeiocoleaceae |
|  |                 |
|  | Joinvilleaceae  |
|  |                 |

|  | Anarthriaceae                                                     |
|  |                                                                   |
|  | \| \| Centrolepidaceae \| \| \| \| \| \| Restionaceae \| \| \| \| |
|  |                                                                   |
|  | Centrolepidaceae                                                  |
|  |                                                                   |
|  | Restionaceae                                                      |
|  |                                                                   |

|  | Centrolepidaceae |
|  |                  |
|  | Restionaceae     |
|  |                  |

|  | Poaceae                                                            |
|  |                                                                    |
|  | \| \| Ecdeiocoleaceae \| \| \| \| \| \| Joinvilleaceae \| \| \| \| |
|  |                                                                    |
|  | Ecdeiocoleaceae                                                    |
|  |                                                                    |
|  | Joinvilleaceae                                                     |
|  |                                                                    |

|  | Ecdeiocoleaceae |
|  |                 |
|  | Joinvilleaceae  |
|  |                 |

|  | Poaceae                                                            |
|  |                                                                    |
|  | \| \| Ecdeiocoleaceae \| \| \| \| \| \| Joinvilleaceae \| \| \| \| |
|  |                                                                    |
|  | Ecdeiocoleaceae                                                    |
|  |                                                                    |
|  | Joinvilleaceae                                                     |
|  |                                                                    |

|  | Ecdeiocoleaceae |
|  |                 |
|  | Joinvilleaceae  |
|  |                 |

|  | Anarthriaceae                                                     |
|  |                                                                   |
|  | \| \| Centrolepidaceae \| \| \| \| \| \| Restionaceae \| \| \| \| |
|  |                                                                   |
|  | Centrolepidaceae                                                  |
|  |                                                                   |
|  | Restionaceae                                                      |
|  |                                                                   |

|  | Centrolepidaceae |
|  |                  |
|  | Restionaceae     |
|  |                  |

|  | Eriocaulaceae |
|  |               |
|  | Xyridaceae    |
|  |               |

|  | Poaceae                                                            |
|  |                                                                    |
|  | \| \| Ecdeiocoleaceae \| \| \| \| \| \| Joinvilleaceae \| \| \| \| |
|  |                                                                    |
|  | Ecdeiocoleaceae                                                    |
|  |                                                                    |
|  | Joinvilleaceae                                                     |
|  |                                                                    |

|  | Ecdeiocoleaceae |
|  |                 |
|  | Joinvilleaceae  |
|  |                 |

|  | Poaceae                                                            |
|  |                                                                    |
|  | \| \| Ecdeiocoleaceae \| \| \| \| \| \| Joinvilleaceae \| \| \| \| |
|  |                                                                    |
|  | Ecdeiocoleaceae                                                    |
|  |                                                                    |
|  | Joinvilleaceae                                                     |
|  |                                                                    |

|  | Ecdeiocoleaceae |
|  |                 |
|  | Joinvilleaceae  |
|  |                 |

|  | Anarthriaceae                                                     |
|  |                                                                   |
|  | \| \| Centrolepidaceae \| \| \| \| \| \| Restionaceae \| \| \| \| |
|  |                                                                   |
|  | Centrolepidaceae                                                  |
|  |                                                                   |
|  | Restionaceae                                                      |
|  |                                                                   |

|  | Centrolepidaceae |
|  |                  |
|  | Restionaceae     |
|  |                  |

|  | Poaceae                                                            |
|  |                                                                    |
|  | \| \| Ecdeiocoleaceae \| \| \| \| \| \| Joinvilleaceae \| \| \| \| |
|  |                                                                    |
|  | Ecdeiocoleaceae                                                    |
|  |                                                                    |
|  | Joinvilleaceae                                                     |
|  |                                                                    |

|  | Ecdeiocoleaceae |
|  |                 |
|  | Joinvilleaceae  |
|  |                 |

|  | Poaceae                                                            |
|  |                                                                    |
|  | \| \| Ecdeiocoleaceae \| \| \| \| \| \| Joinvilleaceae \| \| \| \| |
|  |                                                                    |
|  | Ecdeiocoleaceae                                                    |
|  |                                                                    |
|  | Joinvilleaceae                                                     |
|  |                                                                    |

|  | Ecdeiocoleaceae |
|  |                 |
|  | Joinvilleaceae  |
|  |                 |

|  | Anarthriaceae                                                     |
|  |                                                                   |
|  | \| \| Centrolepidaceae \| \| \| \| \| \| Restionaceae \| \| \| \| |
|  |                                                                   |
|  | Centrolepidaceae                                                  |
|  |                                                                   |
|  | Restionaceae                                                      |
|  |                                                                   |

|  | Centrolepidaceae |
|  |                  |
|  | Restionaceae     |
|  |                  |

|  | Mayacaceae  |
|  |             |
|  | Rapateaceae |
|  |             |

|  | Thurniaceae                                              |
|  |                                                          |
|  | \| \| Cyperaceae \| \| \| \| \| \| Juncaceae \| \| \| \| |
|  |                                                          |
|  | Cyperaceae                                               |
|  |                                                          |
|  | Juncaceae                                                |
|  |                                                          |

|  | Cyperaceae |
|  |            |
|  | Juncaceae  |
|  |            |

|  | Mayacaceae  |
|  |             |
|  | Rapateaceae |
|  |             |

|  | Thurniaceae                                              |
|  |                                                          |
|  | \| \| Cyperaceae \| \| \| \| \| \| Juncaceae \| \| \| \| |
|  |                                                          |
|  | Cyperaceae                                               |
|  |                                                          |
|  | Juncaceae                                                |
|  |                                                          |

|  | Cyperaceae |
|  |            |
|  | Juncaceae  |
|  |            |

|  | Eriocaulaceae |
|  |               |
|  | Xyridaceae    |
|  |               |

|  | Poaceae                                                            |
|  |                                                                    |
|  | \| \| Ecdeiocoleaceae \| \| \| \| \| \| Joinvilleaceae \| \| \| \| |
|  |                                                                    |
|  | Ecdeiocoleaceae                                                    |
|  |                                                                    |
|  | Joinvilleaceae                                                     |
|  |                                                                    |

|  | Ecdeiocoleaceae |
|  |                 |
|  | Joinvilleaceae  |
|  |                 |

|  | Poaceae                                                            |
|  |                                                                    |
|  | \| \| Ecdeiocoleaceae \| \| \| \| \| \| Joinvilleaceae \| \| \| \| |
|  |                                                                    |
|  | Ecdeiocoleaceae                                                    |
|  |                                                                    |
|  | Joinvilleaceae                                                     |
|  |                                                                    |

|  | Ecdeiocoleaceae |
|  |                 |
|  | Joinvilleaceae  |
|  |                 |

|  | Anarthriaceae                                                     |
|  |                                                                   |
|  | \| \| Centrolepidaceae \| \| \| \| \| \| Restionaceae \| \| \| \| |
|  |                                                                   |
|  | Centrolepidaceae                                                  |
|  |                                                                   |
|  | Restionaceae                                                      |
|  |                                                                   |

|  | Centrolepidaceae |
|  |                  |
|  | Restionaceae     |
|  |                  |

|  | Poaceae                                                            |
|  |                                                                    |
|  | \| \| Ecdeiocoleaceae \| \| \| \| \| \| Joinvilleaceae \| \| \| \| |
|  |                                                                    |
|  | Ecdeiocoleaceae                                                    |
|  |                                                                    |
|  | Joinvilleaceae                                                     |
|  |                                                                    |

|  | Ecdeiocoleaceae |
|  |                 |
|  | Joinvilleaceae  |
|  |                 |

|  | Poaceae                                                            |
|  |                                                                    |
|  | \| \| Ecdeiocoleaceae \| \| \| \| \| \| Joinvilleaceae \| \| \| \| |
|  |                                                                    |
|  | Ecdeiocoleaceae                                                    |
|  |                                                                    |
|  | Joinvilleaceae                                                     |
|  |                                                                    |

|  | Ecdeiocoleaceae |
|  |                 |
|  | Joinvilleaceae  |
|  |                 |

|  | Anarthriaceae                                                     |
|  |                                                                   |
|  | \| \| Centrolepidaceae \| \| \| \| \| \| Restionaceae \| \| \| \| |
|  |                                                                   |
|  | Centrolepidaceae                                                  |
|  |                                                                   |
|  | Restionaceae                                                      |
|  |                                                                   |

|  | Centrolepidaceae |
|  |                  |
|  | Restionaceae     |
|  |                  |

|  | Eriocaulaceae |
|  |               |
|  | Xyridaceae    |
|  |               |

|  | Poaceae                                                            |
|  |                                                                    |
|  | \| \| Ecdeiocoleaceae \| \| \| \| \| \| Joinvilleaceae \| \| \| \| |
|  |                                                                    |
|  | Ecdeiocoleaceae                                                    |
|  |                                                                    |
|  | Joinvilleaceae                                                     |
|  |                                                                    |

|  | Ecdeiocoleaceae |
|  |                 |
|  | Joinvilleaceae  |
|  |                 |

|  | Poaceae                                                            |
|  |                                                                    |
|  | \| \| Ecdeiocoleaceae \| \| \| \| \| \| Joinvilleaceae \| \| \| \| |
|  |                                                                    |
|  | Ecdeiocoleaceae                                                    |
|  |                                                                    |
|  | Joinvilleaceae                                                     |
|  |                                                                    |

|  | Ecdeiocoleaceae |
|  |                 |
|  | Joinvilleaceae  |
|  |                 |

|  | Anarthriaceae                                                     |
|  |                                                                   |
|  | \| \| Centrolepidaceae \| \| \| \| \| \| Restionaceae \| \| \| \| |
|  |                                                                   |
|  | Centrolepidaceae                                                  |
|  |                                                                   |
|  | Restionaceae                                                      |
|  |                                                                   |

|  | Centrolepidaceae |
|  |                  |
|  | Restionaceae     |
|  |                  |

|  | Poaceae                                                            |
|  |                                                                    |
|  | \| \| Ecdeiocoleaceae \| \| \| \| \| \| Joinvilleaceae \| \| \| \| |
|  |                                                                    |
|  | Ecdeiocoleaceae                                                    |
|  |                                                                    |
|  | Joinvilleaceae                                                     |
|  |                                                                    |

|  | Ecdeiocoleaceae |
|  |                 |
|  | Joinvilleaceae  |
|  |                 |

|  | Poaceae                                                            |
|  |                                                                    |
|  | \| \| Ecdeiocoleaceae \| \| \| \| \| \| Joinvilleaceae \| \| \| \| |
|  |                                                                    |
|  | Ecdeiocoleaceae                                                    |
|  |                                                                    |
|  | Joinvilleaceae                                                     |
|  |                                                                    |

|  | Ecdeiocoleaceae |
|  |                 |
|  | Joinvilleaceae  |
|  |                 |

|  | Anarthriaceae                                                     |
|  |                                                                   |
|  | \| \| Centrolepidaceae \| \| \| \| \| \| Restionaceae \| \| \| \| |
|  |                                                                   |
|  | Centrolepidaceae                                                  |
|  |                                                                   |
|  | Restionaceae                                                      |
|  |                                                                   |

|  | Centrolepidaceae |
|  |                  |
|  | Restionaceae     |
|  |                  |

|  | Mayacaceae  |
|  |             |
|  | Rapateaceae |
|  |             |

|  | Thurniaceae                                              |
|  |                                                          |
|  | \| \| Cyperaceae \| \| \| \| \| \| Juncaceae \| \| \| \| |
|  |                                                          |
|  | Cyperaceae                                               |
|  |                                                          |
|  | Juncaceae                                                |
|  |                                                          |

|  | Cyperaceae |
|  |            |
|  | Juncaceae  |
|  |            |

|  | Mayacaceae  |
|  |             |
|  | Rapateaceae |
|  |             |

|  | Thurniaceae                                              |
|  |                                                          |
|  | \| \| Cyperaceae \| \| \| \| \| \| Juncaceae \| \| \| \| |
|  |                                                          |
|  | Cyperaceae                                               |
|  |                                                          |
|  | Juncaceae                                                |
|  |                                                          |

|  | Cyperaceae |
|  |            |
|  | Juncaceae  |
|  |            |

|  | Eriocaulaceae |
|  |               |
|  | Xyridaceae    |
|  |               |

|  | Poaceae                                                            |
|  |                                                                    |
|  | \| \| Ecdeiocoleaceae \| \| \| \| \| \| Joinvilleaceae \| \| \| \| |
|  |                                                                    |
|  | Ecdeiocoleaceae                                                    |
|  |                                                                    |
|  | Joinvilleaceae                                                     |
|  |                                                                    |

|  | Ecdeiocoleaceae |
|  |                 |
|  | Joinvilleaceae  |
|  |                 |

|  | Poaceae                                                            |
|  |                                                                    |
|  | \| \| Ecdeiocoleaceae \| \| \| \| \| \| Joinvilleaceae \| \| \| \| |
|  |                                                                    |
|  | Ecdeiocoleaceae                                                    |
|  |                                                                    |
|  | Joinvilleaceae                                                     |
|  |                                                                    |

|  | Ecdeiocoleaceae |
|  |                 |
|  | Joinvilleaceae  |
|  |                 |

|  | Anarthriaceae                                                     |
|  |                                                                   |
|  | \| \| Centrolepidaceae \| \| \| \| \| \| Restionaceae \| \| \| \| |
|  |                                                                   |
|  | Centrolepidaceae                                                  |
|  |                                                                   |
|  | Restionaceae                                                      |
|  |                                                                   |

|  | Centrolepidaceae |
|  |                  |
|  | Restionaceae     |
|  |                  |

|  | Poaceae                                                            |
|  |                                                                    |
|  | \| \| Ecdeiocoleaceae \| \| \| \| \| \| Joinvilleaceae \| \| \| \| |
|  |                                                                    |
|  | Ecdeiocoleaceae                                                    |
|  |                                                                    |
|  | Joinvilleaceae                                                     |
|  |                                                                    |

|  | Ecdeiocoleaceae |
|  |                 |
|  | Joinvilleaceae  |
|  |                 |

|  | Poaceae                                                            |
|  |                                                                    |
|  | \| \| Ecdeiocoleaceae \| \| \| \| \| \| Joinvilleaceae \| \| \| \| |
|  |                                                                    |
|  | Ecdeiocoleaceae                                                    |
|  |                                                                    |
|  | Joinvilleaceae                                                     |
|  |                                                                    |

|  | Ecdeiocoleaceae |
|  |                 |
|  | Joinvilleaceae  |
|  |                 |

|  | Anarthriaceae                                                     |
|  |                                                                   |
|  | \| \| Centrolepidaceae \| \| \| \| \| \| Restionaceae \| \| \| \| |
|  |                                                                   |
|  | Centrolepidaceae                                                  |
|  |                                                                   |
|  | Restionaceae                                                      |
|  |                                                                   |

|  | Centrolepidaceae |
|  |                  |
|  | Restionaceae     |
|  |                  |

|  | Eriocaulaceae |
|  |               |
|  | Xyridaceae    |
|  |               |

|  | Poaceae                                                            |
|  |                                                                    |
|  | \| \| Ecdeiocoleaceae \| \| \| \| \| \| Joinvilleaceae \| \| \| \| |
|  |                                                                    |
|  | Ecdeiocoleaceae                                                    |
|  |                                                                    |
|  | Joinvilleaceae                                                     |
|  |                                                                    |

|  | Ecdeiocoleaceae |
|  |                 |
|  | Joinvilleaceae  |
|  |                 |

|  | Poaceae                                                            |
|  |                                                                    |
|  | \| \| Ecdeiocoleaceae \| \| \| \| \| \| Joinvilleaceae \| \| \| \| |
|  |                                                                    |
|  | Ecdeiocoleaceae                                                    |
|  |                                                                    |
|  | Joinvilleaceae                                                     |
|  |                                                                    |

|  | Ecdeiocoleaceae |
|  |                 |
|  | Joinvilleaceae  |
|  |                 |

|  | Anarthriaceae                                                     |
|  |                                                                   |
|  | \| \| Centrolepidaceae \| \| \| \| \| \| Restionaceae \| \| \| \| |
|  |                                                                   |
|  | Centrolepidaceae                                                  |
|  |                                                                   |
|  | Restionaceae                                                      |
|  |                                                                   |

|  | Centrolepidaceae |
|  |                  |
|  | Restionaceae     |
|  |                  |

|  | Poaceae                                                            |
|  |                                                                    |
|  | \| \| Ecdeiocoleaceae \| \| \| \| \| \| Joinvilleaceae \| \| \| \| |
|  |                                                                    |
|  | Ecdeiocoleaceae                                                    |
|  |                                                                    |
|  | Joinvilleaceae                                                     |
|  |                                                                    |

|  | Ecdeiocoleaceae |
|  |                 |
|  | Joinvilleaceae  |
|  |                 |

|  | Poaceae                                                            |
|  |                                                                    |
|  | \| \| Ecdeiocoleaceae \| \| \| \| \| \| Joinvilleaceae \| \| \| \| |
|  |                                                                    |
|  | Ecdeiocoleaceae                                                    |
|  |                                                                    |
|  | Joinvilleaceae                                                     |
|  |                                                                    |

|  | Ecdeiocoleaceae |
|  |                 |
|  | Joinvilleaceae  |
|  |                 |

|  | Anarthriaceae                                                     |
|  |                                                                   |
|  | \| \| Centrolepidaceae \| \| \| \| \| \| Restionaceae \| \| \| \| |
|  |                                                                   |
|  | Centrolepidaceae                                                  |
|  |                                                                   |
|  | Restionaceae                                                      |
|  |                                                                   |

|  | Centrolepidaceae |
|  |                  |
|  | Restionaceae     |
|  |                  |

### Diversité
Les quatre familles les plus riches en espèces dans l'ordre sont :
- Poaceae : 12,070 espèces
- Cyperaceae : 5,500 espèces
- Bromeliaceae : 3,170 espèces
- Eriocaulaceae : 1,150 espèces

Diversité des Poales
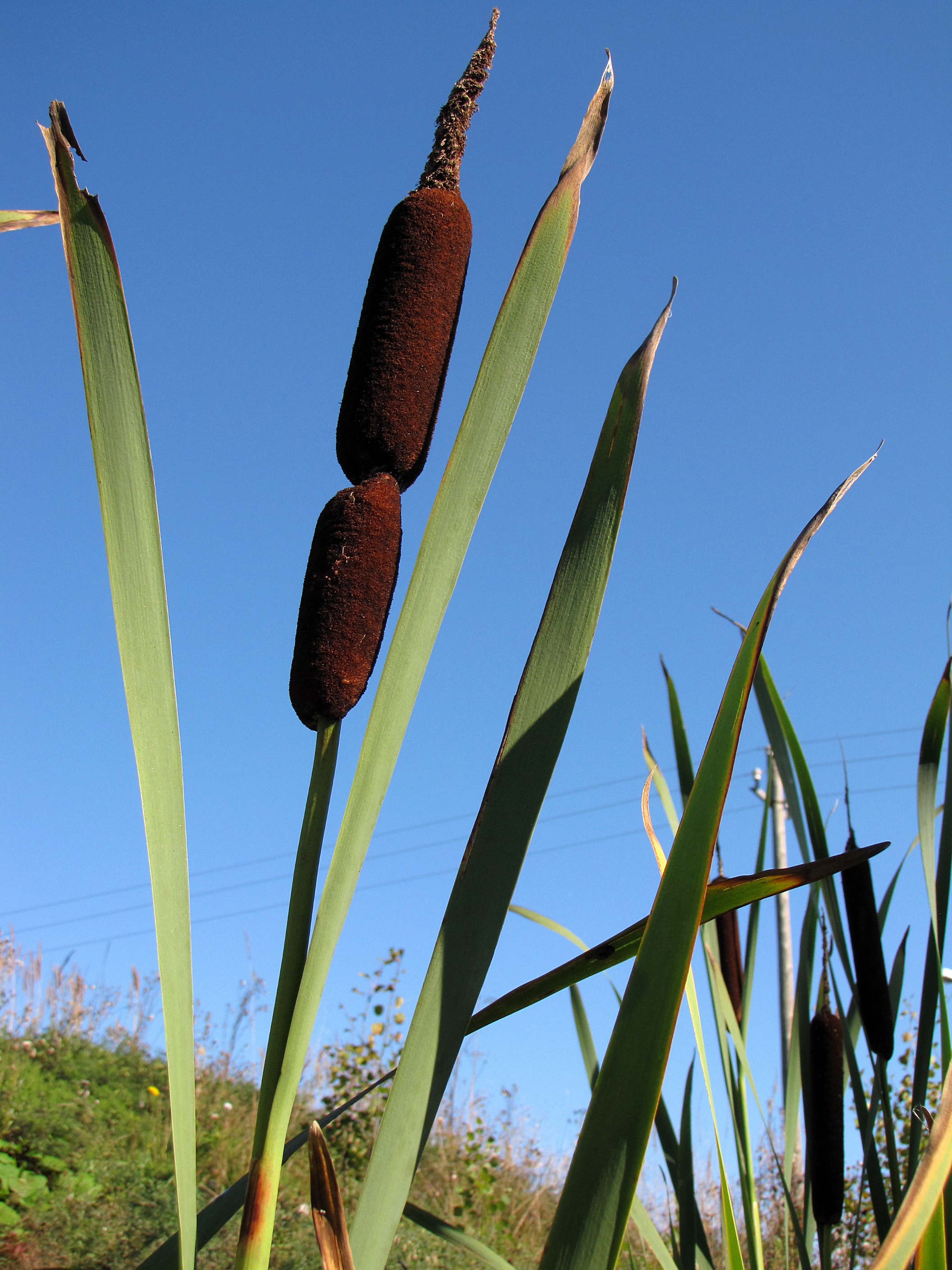
Typha latifolia, Typhaceae
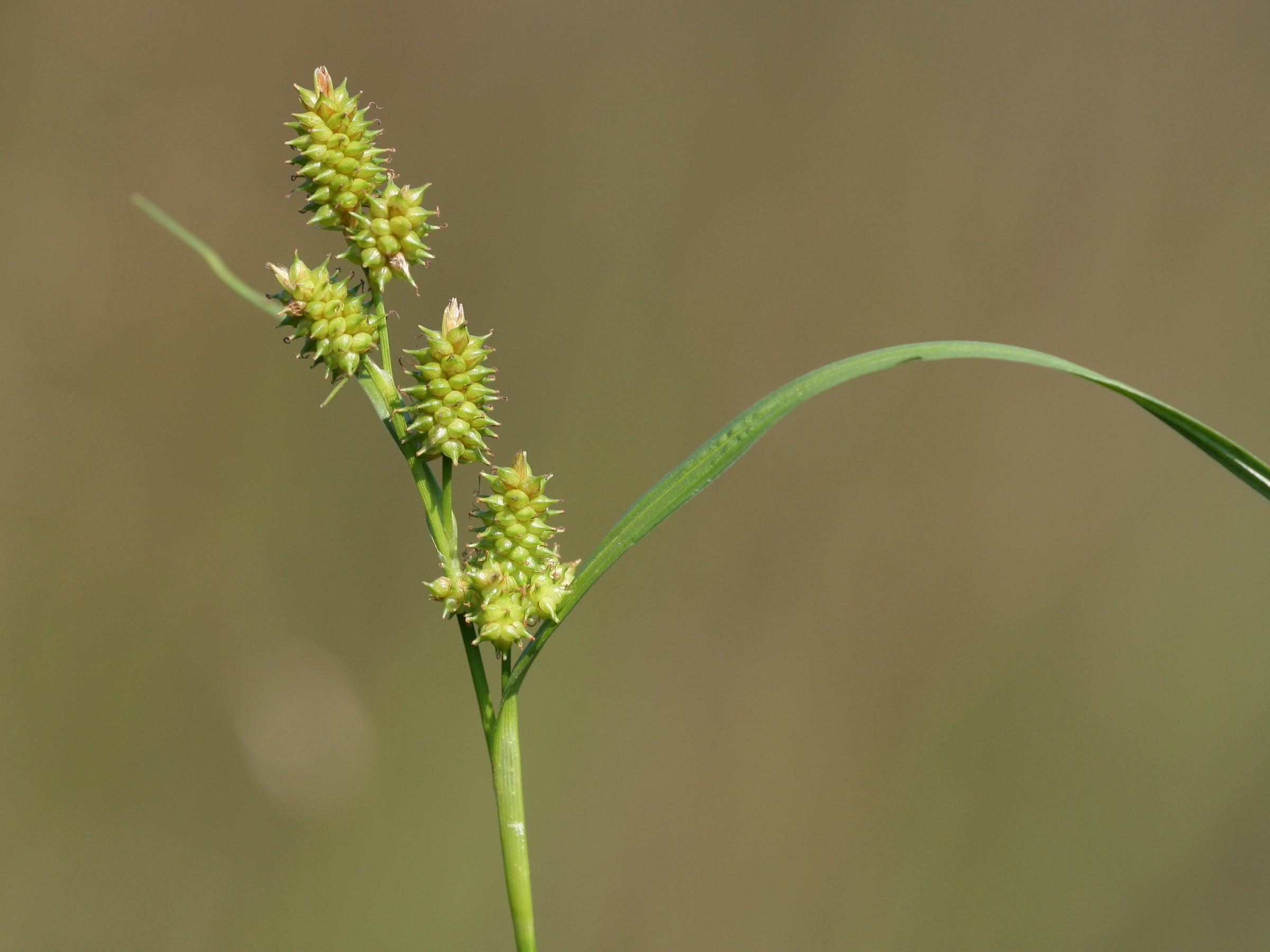
Carex demissa, Cyperaceae
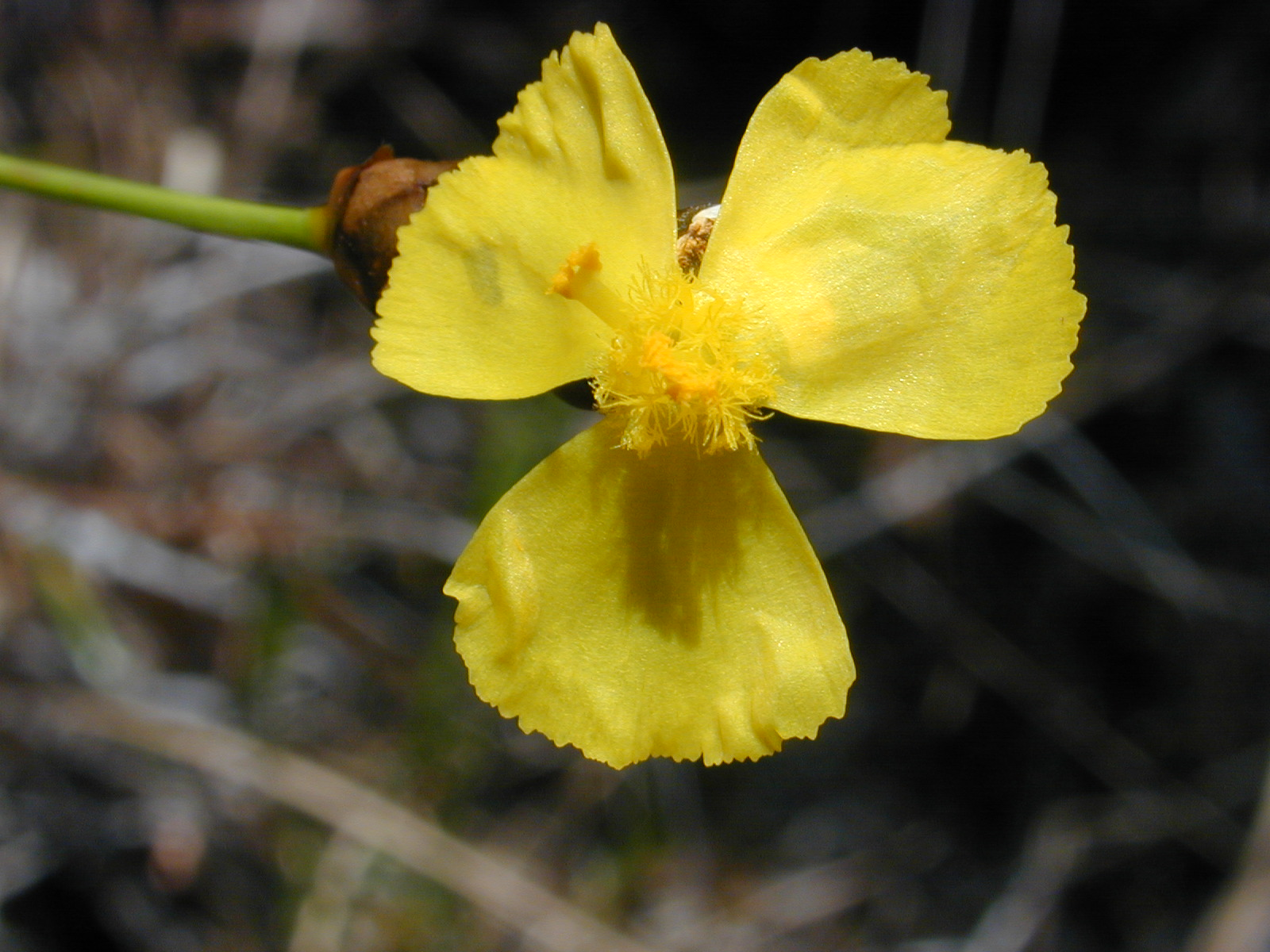
Xyris complanata, Xyridaceae
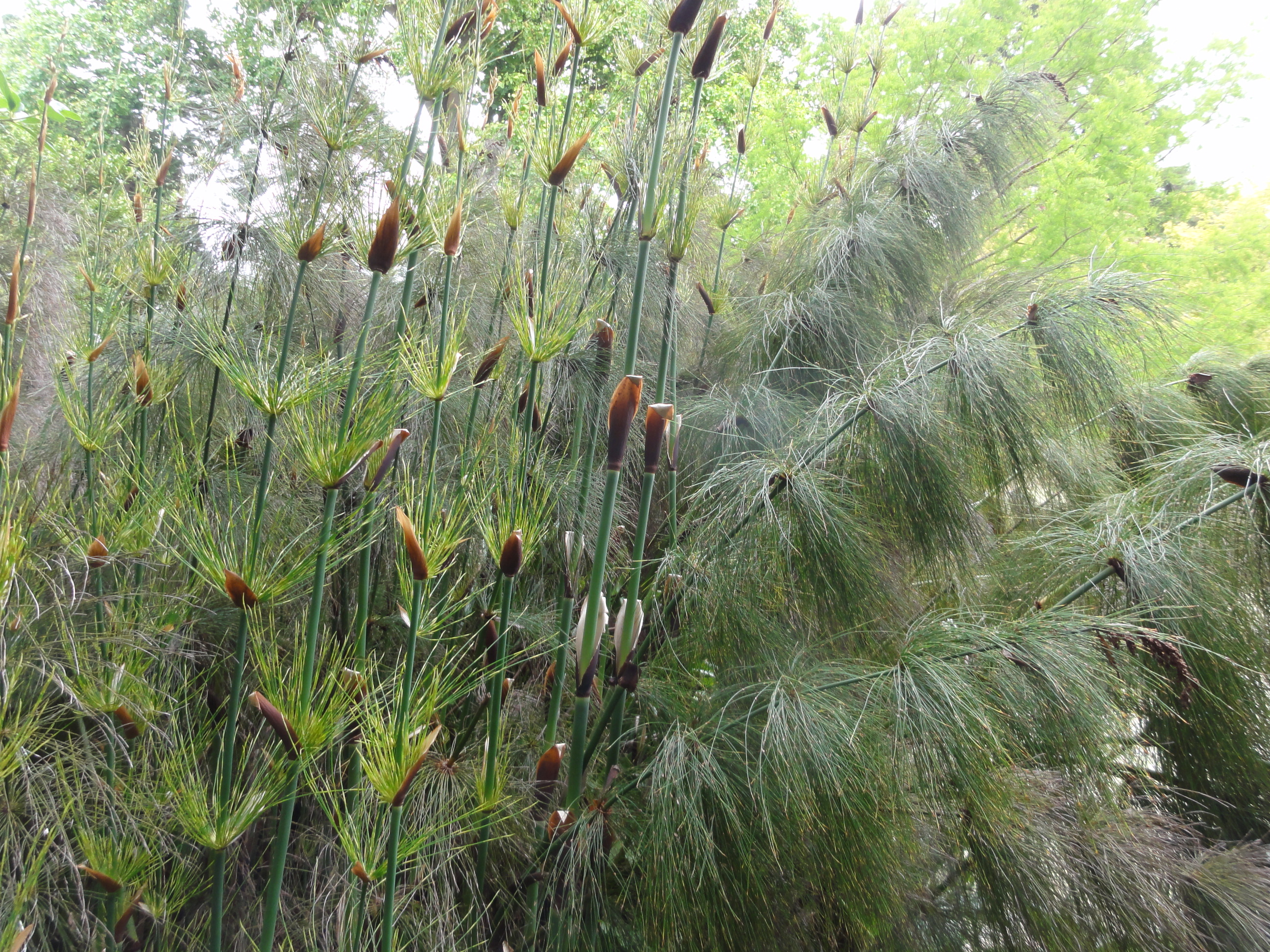
Elegia capensis, Restionaceae
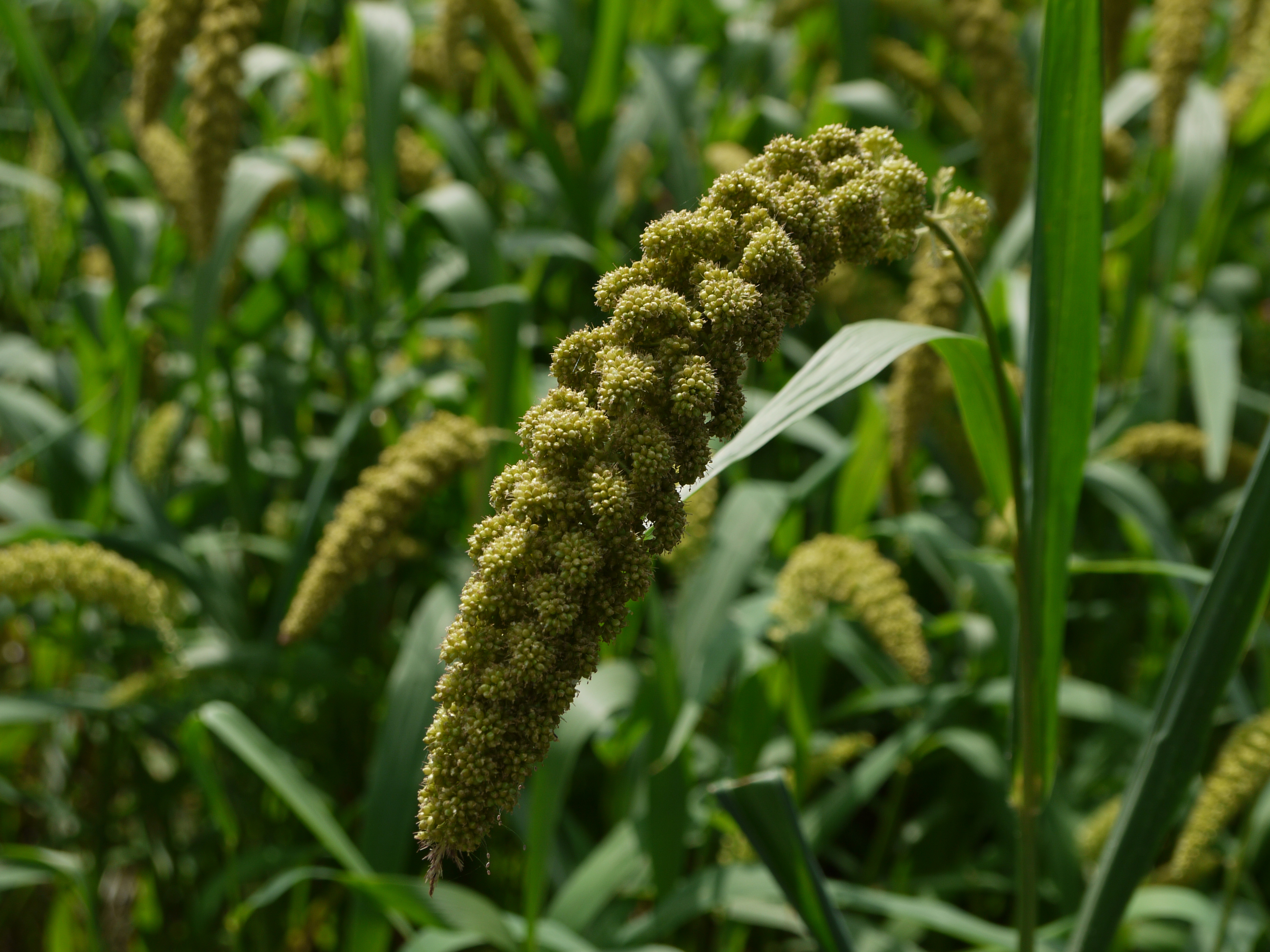
Sétaire d'Italie, Poaceae

## Utilisations
Les Poales constituent l’ordre de monocotylédones le plus important économiquement et peut-être l’ordre de plantes le plus important en général. Au sein de cet ordre, la famille de loin la plus importante sur le plan économique est la famille des graminées (Poaceae, syn. Gramineae), qui comprend les amidons de base, l'orge commune, le maïs, le millet, le riz et le blé, ainsi que les bambous (principalement utilisés à des fins structurelles, comme le bois, et un peu comme légumes), et quelques « assaisonnements » comme la canne à sucre et les citronnelles. Les graminoïdes, en particulier les graminées, sont généralement dominants dans les habitats ouverts (faible humidité mais pas encore arides, ni également le point culminant des incendies) comme les prairies/steppes et la savane et constituent ainsi une grande proportion du fourrage du bétail en pâturage. Peut-être en raison d'une nostalgie pastorale ou simplement d'un désir d'espaces de jeu ouverts, ils dominent la plupart des jardins occidentaux sous forme de pelouses, qui consomment d'énormes sommes d'argent en entretien (pâturage artificiel - tonte - pour l'esthétique et pour supprimer les fleurs allergènes, irrigation et engrais). De nombreuses Broméliacées sont utilisées comme plantes ornementales (dont une, l’ananas, est cultivée internationalement sous les tropiques pour ses fruits). De nombreuses espèces de carex, de joncs, de graminées et de quenouilles des zones humides sont des plantes d'habitat importantes pour la sauvagine, sont utilisées dans le tissage des sièges de chaises et (en particulier les quenouilles) étaient d'importantes sources de nourriture préagricoles pour l'homme. Deux carex, le souchet comestible (Cyperus esculentus, également une mauvaise herbe importante) et la châtaigne d'eau (Eleocharis dulcis) sont encore, au moins localement, des plantes-racines féculentes importantes dans les zones humides.